# Mistrzostwa Europy w Lekkoatletyce 2022 – rzut dyskiem mężczyzn
Rzut dyskiem mężczyzn – jedna z konkurencji technicznych rozgrywanych podczas lekkoatletycznych mistrzostw Europy na Stadionie Olimpijskim w Monachium.

## Terminarz
Źródło: european-athletics.com.
| Data        | Godzina |              |
| ----------- | ------- | ------------ |
| 17 sierpnia | 12:20   | Kwalifikacje |
| 19 sierpnia | 20:20   | Finał        |

## Rekordy
Tabela prezentuje rekord świata, rekord Europy, rekord mistrzostw Europy oraz najlepsze wyniki na listach światowych i eruopejskich w sezonie 2022 przed rozpoczęciem mistrzostw. Źródło: european-athletics.com, worldathletics.org.
|                          | Zawodnik          | Wynik | Miejsce        | Data                 |
| ------------------------ | ----------------- | ----- | -------------- | -------------------- |
| Rekord świata            | Jürgen Schult     | 74,08 | Neubrandenburg | 6 czerwca 1986(dts)  |
| Rekord Europy            | Jürgen Schult     | 74,08 | Neubrandenburg | 6 czerwca 1986(dts)  |
| Rekord mistrzostw Europy | Piotr Małachowski | 68,87 | Barcelona      | 1 sierpnia 2010(dts) |
| Listy światowe           | Daniel Ståhl      | 71,47 | Uppsala        | 21 czerwca 2022(dts) |
| Listy europejskie        | Daniel Ståhl      | 71,47 | Uppsala        | 21 czerwca 2022(dts) |

## Rezultaty

### Kwalifikacje
Awans: 66,00 m (Q) lub 12 najlepszych rezultatów (q). Źródło: european-athletics.com.
| Poz. | Grupa | Zawodnik                 | Reprezentacja   | Próby | Próby | Próby | Wynik | Uwagi |
| Poz. | Grupa | Zawodnik                 | Reprezentacja   | 1     | 2     | 3     | Wynik | Uwagi |
| ---- | ----- | ------------------------ | --------------- | ----- | ----- | ----- | ----- | ----- |
| 1.   | A     | Kristjan Čeh             | Słowenia        | 69,06 |       |       | 69,06 | Q,    |
| 2.   | B     | Andrius Gudžius          | Litwa           | 66,70 |       |       | 66,70 | Q     |
| 3.   | B     | Daniel Ståhl             | Szwecja         | 66,39 |       |       | 66,39 | Q     |
| 4.   | A     | Mykolas Alekna           | Litwa           | 63,91 | 61,82 | 65,48 | 65,48 | q     |
| 5.   | B     | Lukas Weißhaidinger      | Austria         | 62,27 | 65,48 | x     | 65,48 | q     |
| 6.   | B     | Alin Alexandru Firfirică | Rumunia         | 64,17 | x     | 60,35 | 64,17 | q     |
| 7.   | B     | Henrik Janssen           | Niemcy          | 58,56 | 62,60 | x     | 62,60 | q     |
| 8.   | B     | Lawrence Okoye           | Wielka Brytania | 60,22 | 62,56 | x     | 62,56 | q     |
| 9.   | B     | Oskar Stachnik           | Polska          | 62,52 | 60,62 | x     | 62,52 | q     |
| 10.  | A     | Simon Pettersson         | Szwecja         | x     | 62,39 | x     | 62,39 | q     |
| 11.  | B     | Apostolos Parelis        | Cypr            | 60,34 | 61,95 | 60,56 | 61,95 | q     |
| 12.  | B     | Guðni Valur Guðnason     | Islandia        | 61,10 | 61,80 | 61,12 | 61,80 | q     |
| 13.  | A     | Róbert Szikszai          | Węgry           | 61,29 | 61,32 | x     | 61,32 |       |
| 14.  | A     | Nicholas Percy           | Wielka Brytania | 60,97 | 60,26 | 61,26 | 61,26 |       |
| 15.  | A     | Philip Milanov           | Belgia          | x     | 60,43 | 61,04 | 61,04 |       |
| 16.  | A     | Ola Stunes Isene         | Norwegia        | x     | x     | 60,55 | 60,55 |       |
| 17.  | A     | Robert Urbanek           | Polska          | x     | 60,17 | 60,47 | 60,47 |       |
| 18.  | A     | Martin Marković          | Chorwacja       | 60,30 | 57,46 | 59,04 | 60,30 |       |
| 19.  | B     | Ruben Rolvink            | Holandia        | 56,33 | x     | 60,12 | 60,12 |       |
| 20.  | B     | János Huszák             | Węgry           | 59,18 | 59,99 | x     | 59,99 |       |
| 21.  | A     | Danijel Furtula          | Czarnogóra      | x     | x     | 59,10 | 59,10 |       |
| 22.  | B     | Marek Bárta              | Czechy          | 53,77 | 58,37 | 58,10 | 58,37 |       |
| 23.  | A     | Mykyta Nesterenko        | Ukraina         | 57,59 | x     | x     | 57,59 |       |
| 24.  | A     | Torben Brandt            | Niemcy          | 56,33 | x     | x     | 56,33 |       |
| –    | B     | Sven Martin Skagestad    | Norwegia        | x     | x     | x     | NM    |       |
| –    | A     | Martin Wierig            | Niemcy          |       |       |       | DNS   |       |

### Finał
Źródło: european-athletics.com
| Pozycja | Zawodnik                 | Państwo         | Runda | Runda | Runda | Runda | Runda | Runda | Wynik | Uwagi |
| Pozycja | Zawodnik                 | Państwo         | 1     | 2     | 3     | 4     | 5     | 6     | Wynik | Uwagi |
| ------- | ------------------------ | --------------- | ----- | ----- | ----- | ----- | ----- | ----- | ----- | ----- |
| 01 !    | Mykolas Alekna           | Litwa           | 66,67 | 67,26 | 66,82 | x     | 69,78 | 66,18 | 69,78 | CR    |
| 02 !    | Kristjan Čeh             | Słowenia        | x     | 67,62 | 67,81 | 67,64 | 68,28 | x     | 68,28 |       |
| 03 !    | Lawrence Okoye           | Wielka Brytania | 67,14 | 65,84 | 64,11 | x     | 60,51 | 64,71 | 67,14 | SB    |
| 4.      | Simon Pettersson         | Szwecja         | 67,12 | x     | x     | x     | 63,82 | x     | 67,12 |       |
| 5.      | Daniel Ståhl             | Szwecja         | 66,39 | 65,80 | 64,76 | 63,42 | 65,94 | 66,00 | 66,39 |       |
| 6.      | Andrius Gudžius          | Litwa           | x     | 65,17 | x     | x     | 63,31 | 65,40 | 65,40 |       |
| 7.      | Alin Alexandru Firfirică | Rumunia         | 64,35 | x     | 64,32 | 62,69 | 63,01 | 62,83 | 64,35 |       |
| 8.      | Apostolos Parelis        | Cypr            | 63,32 | 62,23 | 62,13 | 62,39 | 60,70 | 59,36 | 63,32 |       |
| 9.      | Lukas Weißhaidinger      | Austria         | x     | x     | 63,02 | NQ    | NQ    | NQ    | 63,02 |       |
| 10.     | Henrik Janssen           | Niemcy          | x     | 58,21 | 61,11 | NQ    | NQ    | NQ    | 61,11 |       |
| 11.     | Guðni Valur Guðnason     | Islandia        | x     | x     | 61,00 | NQ    | NQ    | NQ    | 61,00 |       |
| 12.     | Oskar Stachnik           | Polska          | x     | x     | 60,36 | NQ    | NQ    | NQ    | 60,36 |       |